# Evert Kroon
Evert Gerrit Kroon (Hilversum, 1946. szeptember 9. – Hollandsche Rading, 2018. április 2.) olimpiai bronzérmes holland vízilabdázó.

## Pályafutása
Három olimpián vett részt. Az 1968-as mexikóvárosi olimpián és az 1972-es müncheni olimpián hetedik helyen végzett holland válogatottal. Az 1976-os montréali olimpián bronzérmes lett a csapattal.

## Sikerei, díjai
- Olimpiai játékok
  - bronzérmes: 1976, Montréal